# Льгово (Ивановская область)
Льгово — деревня Пучежского района Ивановской области России. Входит в состав Илья-Высоковского сельского поселения

## География
Деревня расположена на правом берегу Волги (Горьковское водохранилище) примерно в 3 км к югу от центра Пучежа и в 135 км к востоку от областного центра города Иваново. На севере примыкает к деревне Крупино.
Представляет собой улицу с отдельно стоящими одноэтажными деревянными домовладениями. 

## Население
| 2010 |
| ---- |
| 16   |

## Инфраструктура
Жители деревни занимаются личным подсобным хозяйством, садоводством, огородничеством, пчеловодством, рыболовством.
Вокруг деревни располагаются земли сельскохозяйственного назначения. Есть старое кладбище.
Южнее Льгова (1 км) — деревня Дубново, где располагается Дубновский филиал администрации Илья-Высоковского сельского поселения, ФАП, библиотека, клуб.

## Транспорт
Осуществляется регулярное автобусное сообщение с центром района — городом Пучеж (автобусы Пучеж — Большое Село). Перевозки производятся МУП «Трансремсервис». C автостанции г. Пучеж можно доехать до других населенных пунктов пригородного или междугороднего сообщения (Москва, Иваново, Кинешма, Нижний Новгород).